# Bokrug
Bokrug, även kallad "Den mäktiga vattenödlan" (The Great Water Lizard), är en fiktiv gudalik varelse skapad av H. P. Lovecraft.
Bokrug är en av de stora äldre (Great Old Ones) och är en gud hos de delvis amfibiska Thuum'ha av Ib från landet Mnar.
Bokrug beskrivs i Lovecrafts korta berättelse "Sarnaths undergång" (originaltitel "The Doom That Came to Sarnath"). Berättelsen skrevs 1919 och publicerades första gången 1920. Novellen översattes till svenska 1992 av Sam J. Lundwall och publicerades i novellsamlingen "Dagon". Nedan följer handlingen i "Sarnaths undergång".
När stadens invånare blev brutalt mördade och deras gudasymbol blev stulen av människorna från Sarnath väcktes guden från sin sömn på botten av den lugna sjön mellan städerna. Och Bokrug gav sin dom över Sarnath, enligt Ibs profetia. Sedan återkoloniserades Ib av de amfibiska varelserna av Thuum'ha, för att leva där ostörda.